# Chaplin som Sportsmand
Chaplin som Sportsmand er en amerikansk stumfilm fra 1914 af Mack Sennett og Mabel Normand.

## Medvirkende
- Charlie Chaplin
- Mabel Normand som Mabel
- Harry McCoy
- Chester Conklin
- Mack Sennett